# Сахно Юрій Петрович
Сахно Юрій Петрович — український політик, громадський діяч

## Біографія
Народився 27 березня 1954 року в м. Львові. Українець.

## Родина
Батько — Петро Федорович, 1923 року — військовослужбовець, пенсіонер МВС.
Мати Тетяна Євгенівна — 1924 року — інженер хімік, пенсіонерка.
Донька — Наталка, 1982 року — рекламіст ТОВ «Міст».
Донька- Сандра,2015 року.
Дружина — Валентина,1971 року-фінансовий аналітик.

## Освіта
1971—1976 рр. — закінчив Київський державний університет імені Тараса Шевченка, географічний факультет (спеціалізація по кафедрі гідрології суші). Аспірант Інституту гідромеханіки АНУ в 1979—1983 рр.
1984 року — вищі державні курси патентознавства, м. Київ.
1990 — року — кандидат дис. «Гідравлічні дослідження безгребельних водозабірних споруд на рівнинних річках».

## Кар'єра
В 1976—1992 рр. — працював за фахом інженер, старший інженер відділу інж., пошукових досліджень. Державний інститут «Укрводоканалпроєкт», м. Київ (гідролог, гідротехник) в проектних і науково — дослідних організаціях України.
1979—1993 рр. — старший інженер, м.н.п., н.п., Інститут гідромеханіки АНУ.
1993—1994 рр. — референт — консультант народного депутата.
1994—1995 рр. — координатор програм, Український фонд підтримки реформ.
1995—1997 рр. — голова секретаріату, голова виконкому, об'єднання «Нова Україна».
1996—1998 рр. — керівник оргвідділу, заступник голови секретаріату НДП.
1990 року — голова оргкомітетуту зі створення ЛДПУ.
1990—1994 рр. — голова Київської ліберально — демократичної спілки.
1993—1995 рр. — голова секретаріату, заступник голови ПДВУ.
1991—1996 рр. — член ПДВУ. Керівник секретаріату, член Президії, помічник народного депутата В. Філенка.
Член НДП — лютий 1996 року по травень 1999 року.
Член політвиконкому НДП — лютий 1996 року по червень 1997 року.
Член Політради НДП. травень — листопад 1999 року.
Член ПРП, чл. правл. ПРП.
Член Товариства винахідників — 1988—1993 рр.
Член фракції БЮТ. Президент Центру політичних технологій з 1998 року.
З березня 1998 року по квітень 2002 року — народний депутат України 3-го скликання, обраний за списком НДП (№ 20). На час виборів — заст. гол. секретаріату, керівник оргвідділу секретаріату НДП.
Член Комітету у закордонних справах і зв'язках з СНД з липня 1998 року, голова підкомітету з евроатлантичної інтеґрації з квітня 2000 року.
Член Президії, заступник голови Політичної партії «Яблуко» з грудня 1999 року, голова Київської регіональної організації — 2000—2003 рр.
1-й заступник голови Політичної партії «Яблуко» червень 2002 року по березень 2005 року.
В 2004—2005 рр. — очолював відділ в штабі кандидата в Президенти України В. Ющенка, працював в команді Філенка — Стецьківа на Майдані.
Член ВО «Батьківщина» квітень 2005—2007 рр. Заступник керівника Виконавчого секретаріату ВО «Батьківщина» з 2005 року. Заступник голови Партії вільних демократів.
Депутат Київської міськради — квітень 2006 року по травень 2008 року.
Автор більше 20 наукових публікацій і винаходів. З кінця 80-х активно займається громадсько — політичною роботою. Голова Радянської районної організації Руху в м. Києві, голова оргкомітету по створенню Ліберально — демократичної партії України. Заступник голови Секретаріату партії, перший заступник голови Київської міської організації.
З серпня 2012 року по квітень 2015 року — директор департаменту в Державній службі регуляторної політики і розвитку підприємництва.
Внучатий племінник одного з перших російських імперських летунів — Левка Мацієвича (трагічно загинув в Петербурзі у 1910 році).
На виборах 2006 року — керівник відділу місцевих виборів в штабі БЮТ.
Депутат Київської міської ради — фракція БЮТ 2006—2008 рр.
Винахідник СРСР 1983 рік.
Грамота ВР України 2001 року.
Володіє анґлійською мовою.
Захоплення — рок-музика, історичні мемуари, фантастика, кури, кролі.